# Retábulo de Arcevia (Signorelli)
O Retábulo de Arcevia é um óleo sobre painel de 1508 de Luca Signorelli, mostrado na igreja colegiada de San Medardo em Arcevia, para o qual foi originalmente pintado. Está assinado abaixo dos pés de Madonna: LUCAS. SIGNORELLUS / PINGEBAT M. D. VIII.